# Goulds kortvleugel
De Goulds kortvleugel (Heteroxenicus stellatus; synoniem: Brachypteryx stellata) is een zangvogel uit de familie Muscicapidae (vliegenvangers).

## Verspreiding en leefgebied
Deze soort telt 2 ondersoorten:
- H. s. stellatus: van de centrale Himalaya tot zuidelijk China en noordoostelijk Myanmar.
- H. s. fuscus: noordwestelijk Vietnam.